# 100-й гвардейский миномётный полк
100-й гвардейский миномётный полк  (100 ГМП или 100 гв. минп) — полное наименование: 100-й гвардейский миномётный Запорожский Краснознамённый, орденов Кутузова, Богдана Хмельницкого и Александра Невского полк  — гвардейское формирование, воинская часть Вооружённых Сил СССР в Великой Отечественной войне.

## История
Полк начал формироваться 19 августа 1942 года в Москве на базе 16-го гвардейского миномётного Краснознамённого дивизиона (переименован 2.11.1941 г. из 1-го д-на 11 ГМП (1-го формирования)) , но 20 августа поступил приказ о вхождении дивизиона в состав 70 гв. минп и выступить в походный марш в новый район сосредоточения. 29 августа дивизион вновь прибыл в Москву, вышел из подчинения 70 гв. минп и приступил к формированию 100 гв. минп в Сокольниках, Олений Вал, в школе № 376, для продолжение формирования полка. Из 3 батарей входивших в состав 16 огмдн были сформированы 3 дивизиона — 16 Кгмдн, 398 гмдн и 399 гмдн. 13 сентября 1942 года личному составу были вручены знаки «Гвардия», а 20 сентября сформированному полку был вручено Боевое Гвардейское Знамя и дана Клятва. В этот же день двумя эшелонами полк был отправлен на Брянский фронт, в состав 13-й армии.
В декабре 1942 года полк вошёл в состав 3-й гвардейской армии Юго-Западного фронта, где участвовал в операции «Уран», в январе 1943 года участвовал в Ворошиловградской наступательной операции.
С августа по сентябрь 1943 года полк участвовал в Донбасской операции, в октябре — в Запорожской операции.
С октября 1943 года — в 3-я гвардейской армии 4 Украинского фронта. 14 октября 1943 года, штурмом овладели крупным областным и промышленным центром Украины городом Запорожье — важнейшим транспортным узлом железнодорожных и водных путей и одним из решающих опорных пунктов немцев в нижнем течении Днепра, за что полку было присвоено почётное наименование «Запорожский».
С января по февраль 1944 года 3-я гвардейская армия принимала участие в Никопольско-Криворожской операции. С ходу форсировала Днепр и наряду 6-й армией 3-я гвардейская армия 8 февраля армия освободила Никополь.
В феврале 1944 года 100 гв. минп вышел в резерв, а затем был направлен на переформирование в  Московский военный округ.
С июня 1944 года и до окончанию войны — в 49-й армии, 50-й армия и 3-й армии 2-го Белорусского фронта и 3-го Белорусского фронта. Участвовал  в операции «Багратион». В ходе Могилёвской операции, в составе 50 армии, прорвал оборону противника, форсировал реки Бася, Реста и Днепр и во взаимодействии с 50-й армией 28 июня освободила Могилёв. Вскоре армия приняла участие Минской операции. Форсировала р. Днепр, освобождала белорусские города Мстиславль, Могилёв, Минск, Гродно и польские: Ломжа, Черск, Данциг. Во второй половине июля 1944 года армия была передислоцирована в район юго-западнее города Новогрудок. В ходе Белостокской операции, наряду с другими армиями, 49-я армия прорвала оборону противника на рубеже Гродно — Свислочь. 24 июля освободила польский город Соколка и к исходу 27 июля вышла в район севернее и западнее этого города.
В ходе Ломжа-Ружанской наступательной операции 15 сентября 1944 года армия вышла к реке Нарев в районе города Ломжа, где перешла к обороне.
В январе 1945 года 100 гв. минп вошёл в состав 3-я армии. В Млавско-Элъбингской операции армия наступала в составе ударной группировки 2-го Белорусского фронта с ружанского плацдарма в направлении Вилленберг (Вельбарк), Мёльзак.
В 1945 году армия участвовала в Восточно-Прусской операции. С 10 февраля входила в 3-й Белорусский фронт, в составе которого в марте принимала участие в ликвидации восточно-прусской группировки противника юго-западнее Кёнигсберга (Калининград).
В начале апреля 1945 года полк был передислоцирован в район юго-восточнее Кюстрина, в составе 1-й Белорусского фронта и участвовал в Берлинской операции.

## Состав
- штаб полка;
- 16-й отдельный гвардейский миномётный Краснознамённый дивизион, 14.08.1944 переименован в 1-й дивизион;
- 398-й отдельный гвардейский миномётный дивизион, 14.08.1944 переименован во 2-й дивизион;
- 399-й отдельный гвардейский миномётный дивизион, 14.08.1944 переименован в 3-й дивизион;

## Подчинение
В Действующей армии: 28.09.1942 — 27.01.1944, 5.06.1944 — 9.05.1945;
| Дата            | Фронт (округ)            | Армия         | Корпус | Дивизия | Примечания               |
| --------------- | ------------------------ | ------------- | ------ | ------- | ------------------------ |
| 01.09.1942 года | Московский военный округ |               | -      | -       | -                        |
| 01.10.1942 года | Брянский фронт           |               | -      | -       | -                        |
| 01.11.1942 года | Брянский фронт           | 13-я армия    | -      | -       | -                        |
| 01.12.1942 года | Брянский фронт           | 13-я армия    | -      | -       | -                        |
| 01.01.1943 года | Юго-Западный фронт       | 3-я гв. армия | -      | -       | -                        |
| 01.02.1943 года | Юго-Западный фронт       | 3-я гв. армия | -      | -       | -                        |
| 01.03.1943 года | Юго-Западный фронт       |               | -      | -       | -                        |
| 01.04.1943 года | Юго-Западный фронт       |               | -      | -       | -                        |
| 01.05.1943 года | Юго-Западный фронт       |               | -      | -       | -                        |
| 01.06.1943 года | Юго-Западный фронт       | 3-я гв. армия | -      | -       | -                        |
| 01.07.1943 года | Юго-Западный фронт       | 3-я гв. армия | -      | -       | -                        |
| 01.08.1943 года | Юго-Западный фронт       |               | -      | -       | -                        |
| 01.09.1943 года | Юго-Западный фронт       |               | -      | -       | -                        |
| 01.10.1943 года | Юго-Западный фронт       |               | -      | -       | -                        |
| 01.11.1943 года | 4-й Украинский фронт     |               | -      | -       | -                        |
| 01.12.1943 года | 4-й Украинский фронт     | 3-я гв. армия | -      | -       | -                        |
| 01.01.1944 года | 4-й Украинский фронт     | 3-я гв. армия | -      | -       | -                        |
| 01.02.1944 года | Резерв Ставки            |               | -      | -       | -                        |
| 01.03.1944 года | Московский военный округ |               | -      | -       | -                        |
| 01.04.1944 года | Московский военный округ |               | -      | -       | -                        |
| 01.05.1944 года | Московский военный округ |               | -      | -       | -                        |
| 01.06.1944 года | Московский военный округ |               | -      | -       | -                        |
| 01.07.1944 года | 2-й Белорусский фронт    | 49-я армия    | -      | -       | -                        |
| 01.08.1944 года | 2-й Белорусский фронт    | 49-я армия    | -      | -       | -                        |
| 01.09.1944 года | 2-й Белорусский фронт    | 49-я армия    | -      | -       | -                        |
| 01.10.1944 года | 2-й Белорусский фронт    | -             | -      | -       | -                        |
| 01.11.1944 года | 2-й Белорусский фронт    | -             | -      | -       | -                        |
| 01.12.1944 года | 2-й Белорусский фронт    | -             | -      | -       | -                        |
| 01.01.1945 года | 2-й Белорусский фронт    | 3-я гв. армия | -      | -       | -                        |
| 01.02.1945 года | 2-й Белорусский фронт    | 3-я гв. армия | -      | -       | -                        |
| 01.03.1945 года | 3-й Белорусский фронт    | 3-я гв. армия | -      | -       | -                        |
| 01.04.1945 года | 3-й Белорусский фронт    | 50-я армия    | -      | -       | Земландская группа войск |
| 01.05.1945 года | 3-й Белорусский фронт    | -             | -      | -       | -                        |

## Награды и наименования
| Награды (Наименования)                 | Дата             | За что получена |
| -------------------------------------- | ---------------- | --- |
| Гвардейский                            | 20.09.1942       | При формировании |
| «Запорожский»                          | 14 октября 1943  | За освобождение Запорожья |
| Орден Красного Знамени                 | 10 июля 1944     | За образцовое выполнение заданий командования в боях при форсировании рек Проня и Днепр, прорыв сильно укрепленной обороны немцев, а также за овладение городами Могилев, Шклов и Быхов, проявленные при этом доблесть и мужество |
| орден Кутузова 3-й степени             | 19 февраля 1945  | За образцовое выполнение заданий командования в боях с немецкими захватчиками при прорыве обороны немцев севернее Варшавы и проявленные при этом доблесть и мужество                                                              |
| орден Богдана Хмельницкого 2-й степени | 15 сентября 1944 | За образцовое выполнение заданий командования в боях с немецкими захватчиками, за овладение городом и крепостью Остроленка и проявленные при этом доблесть и мужество                                                             |
| орден Александра Невского              | 1 октября 1944   | За образцовое выполнение заданий командования в боях с немецкими захватчиками, за овладение городом и крепостью Осовец и проявленные при этом доблесть и мужество                                                                 |

### Награды частей полка
- 24 марта 1942 года 16 гвардейский миномётный дивизион был награждён орденом Красного Знамени — за образцовое выполнение боевых заданий командовании на фронте борьбы с немецкими захватчиками и проявленные при этом доблесть и мужество[12]

## Командиры
- майор / подполковник Зырин Василий Ефимович[6] (с 24.12.1942, в 1945 — ком-р 320 ГМП),
- подполковник Бабич Вячеслав Ефимович (с 5.1944);

Начальники штаба:
капитан / майор Яковлев (1942), майор Павлов Юрий Андреевич (в 3 и в 8.1943, с 10.1943 — замком, с 1.1945 — НШ 4 ГМД), капитан / майор Бучельников Василий Николаевич (с 1.1943 по 8.1945), врид капитан Кузьмин Михаил Васильевич (в 4.1945);
Батальонный комиссар: Ерошенко (с 1942);
Командиры дивизионов:
- 16 огм Краснознамённый д-н / 1 (М-13) — капитан / майор Чумак Марк Маркович (12.1941, затем ком-р 97 ГМП), майор Зырин Василий Ефимович (1942, с 24.12.1942 — ком-р 100 ГМП), капитан Бучельников Василий Николаевич (с 12.1942, с 1.01.1943 — НШ полка), капитан Фёдоров Василий Петрович (с 11.1943); ком- 2-й бат. л-т Веселов В. С. (с 1941);
- 398 огмдн / 2 — ст. л-т / капитан Мороз Иван Григорьевич (1942, с 4.1943 — ком-р 11 огмд), капитан / майор Васильев Виктор Фёдорович (с 4.1943); нш д-на ст. л-т Кучерук (1942);
- 399 огмКдн / 3 — ст. л-т Евстафьев Фёдор Андреевич (1942), ст. л-т Портянко Иван Моисеевич (с 1.1943, в 1944 ком-р 2-го д-на 325 ГМП), капитан Бильченко Николай Петрович (с 1943); нш д-на ст. л-т Портянко И. М. (1942, с 1.1943 — ком-р д-на), ст. л-т Якутович Виктор Викторович (2.1943);

## Герои Советского Союза
- Олейник, Михаил Иванович, гвардии старшина, старшина 339-го гвардейского миномётного дивизиона.